# Autolytus robustisetus
Autolytus robustisetus är en ringmaskart som beskrevs av Wu och Sun in Sun 1978. Autolytus robustisetus ingår i släktet Autolytus och familjen Syllidae. Inga underarter finns listade i Catalogue of Life.